# Левенцовський район (Ростов-на-Дону)
Левенцовскій (Лівенцовскій) район (рос. Левенцовский район) Ростова-на-Дону (Росія) — новий район міста, в даний час входить в адміністративні кордони Совєтського району, який в даний момент активно забудовується. Формально, без введення в експлуатацію дитячого садка, зданий перший мікрорайон і будується третій мікрорайон, який поряд з першим буде ставитися до житлового комплексу «Західні ворота».
Менш активно — всього двома будинками, ведеться забудова другого мікрорайону.
Заселення перших будинків почалося 14 квітня 2010. Частина споруджуваних будинків бере участь у програмі пільгового житла для ветеранів ВВВ.

## Розташування району
Район починається від вул. Малиновського (перетин з вул. Доватора і пр. Страйки) і тягнеться на захід близько 2,7 км. З півдня межа району, крім пр. Страйки, проходить по вул. Радгоспної.

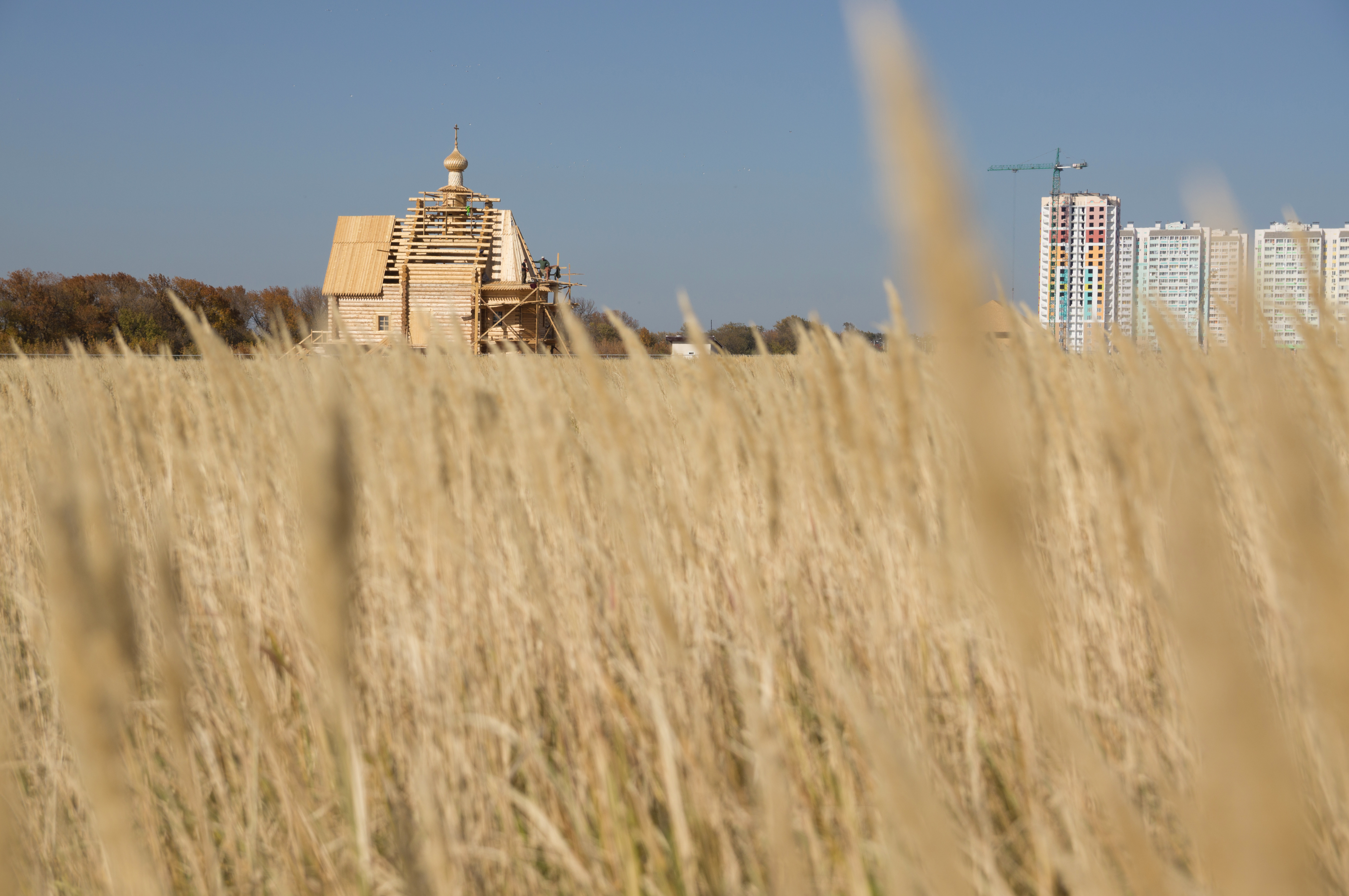
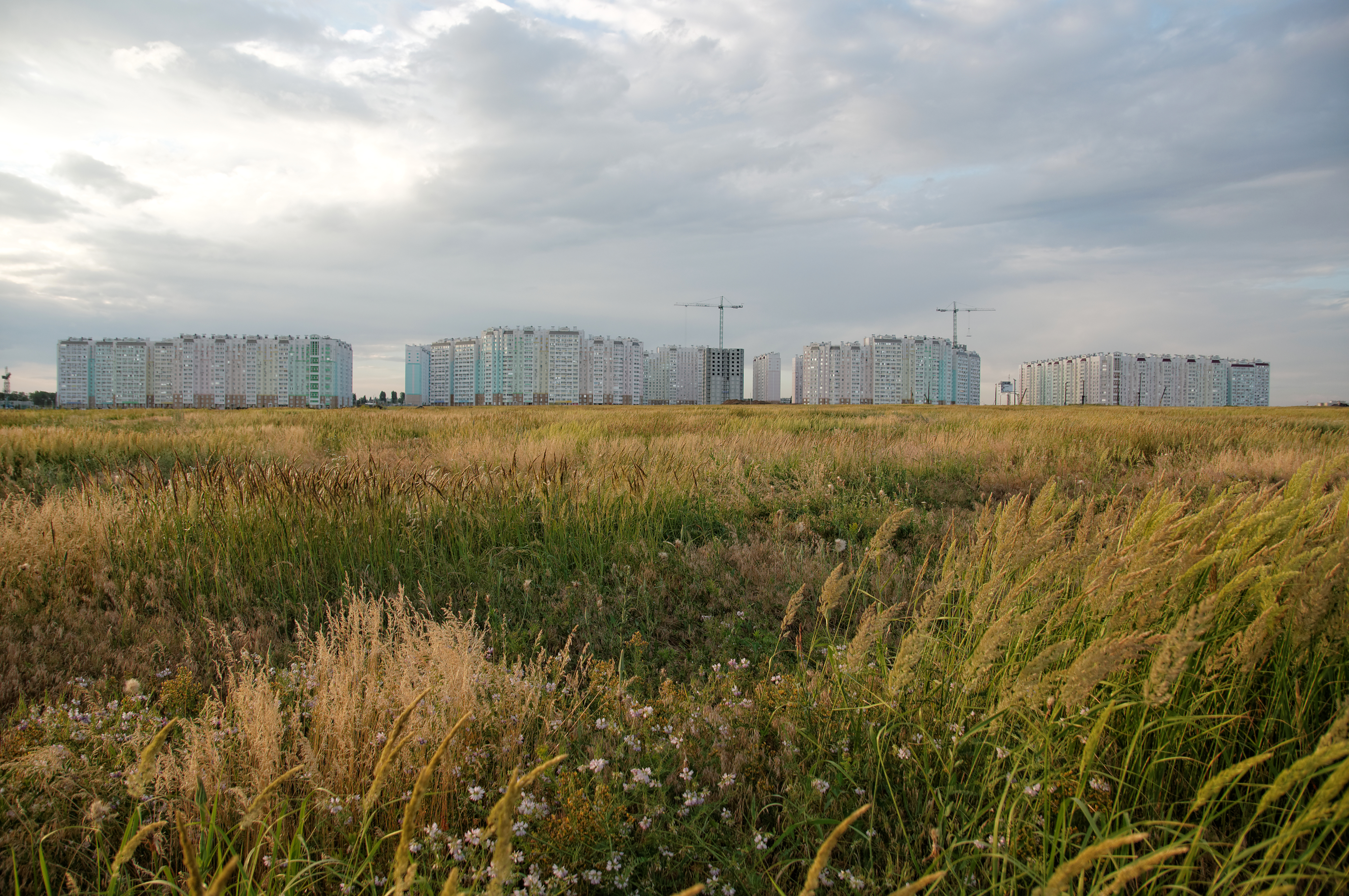

## Вулиці та площі
- Просп. Маршала Жукова
- Просп. Олександра Солженіцина
- Вул. Жданова
- Пл. 1 Гвардійського авіаполку[3]